# Пароброд Касија Милетић
Пароброд Касија Милетић је парни путнички брод на вијак који је изграђен 1890. године у Будимпешти. Име је добио по Касији Милетић, представници Кола српских сестара и добровољној болничарки током рата. Брод је служио за превоз путника и робе, а током ратова и за превоз ратника и рањеника. Настрадао је у експлозији 1945. године у близини Босанске Раче.

## Историја
Брод је првобитно назван Јоланка и служио је као превоз робе и путника на релацији Нови Сад − Каменица. Након Првог светског рата пароброд је припао Краљевини Срба, Хрвата и Словенаца. Том приликом је промењено име у Касија Милетић по истакнутој представници Кола српских сестара и добровољној болничарки у болици у Ваљеву, Касији Милетић. Брод је наставио да плови на истој линији.
Године 1925. брод је на рачун ратних репарација генерално ремонтован у Регенсбургу у Немачкој. Том приликом је на премцу постављено месингано звоно које се данас налази и чува у Музеју науке и технике у Београду.
У октобру 1944. године, при крају Другог светског рата, пароброд Касија Милетић налазио се у бродарској радионици на Чукарици. Након тога, брод је склоњен у пролаз између Аде Циганлије и Аде Јарац на иницијативу капетана београдског пристаништа. Немачке трупе су у том периоду потапале све пловне објекте на које би налазили током повлачења. Пароброд је склоњен на сигурно и спречено је да дође до његове оштете. Када је Београд ослобођен 20. октобра 1944. године, брод је мобилисала Команда речне пловидбе. Брод је под заповедништвом капетана Љубомира Иванишевића служио за превоз путника на линији Београд − Шабац.
Пароброд је у пролеће 1945. године коришћен за потребе борби на Сремском фронту. Био је коришћен за превоз оружја и друге опреме до Жупање и Брчког, војника из Шапца у Кленак, а током последњег путовања је служио као болнички брод. Рањеници са Сремског фронта су 17. априла 1945. године укрцани на брод и требало је да буду пребачени из Брчког у Сремску Митровицу. Броду је због великог броја рањеника била прикључена и мања дрвена тегларица без мотора, дрварица Ана. Дрварица је имала квар на крмилу и због тога је била привезана уз бок брода Касија Милетић. Брод је из Брчког кренуо са 15 бораца, 193 рањеника и 16 чланова посаде.
Када се брод налазио на Сави између Брчког и Босанске Раче, низводно од села Јамена, наишао је на магнетну речну мину која је експлодирала на средини корита. Брод је потонуо заједно са дрварицом која је била хаварисана и то је онемогућило спашавање путника и посаде. Преживела је само 21 особа од укупно 224 укрцаних. Међу преживелима били су и морнар Иван Пожега, заповедник Љубомир Иванишевић и други крмар Тодор Бајић.
Олупина брода је подигнута са дна реке Саве почетком 1947. године. У олупини је понађено 28 тела настрадалих која су сахрањена на обали Саве код Босанске Раче. Породице настрадалих су желеле да тела добију и сахране у Београду. Посебно се за то право борио београдски бродовласник Динко Пушић чији је син Марко погинуо у експлозији брода. Године 1955. тела су пренета бродом Банат у Београд, а потом и сахрањена у заједничкој гробници на Новом гробљу о којој брине породица Пушић.